# 청도군수
청도군수는 경상북도 청도군의 행정사무를 담당하는 기초단체장이다.
청도군수는 지방부이사관에 상당한 정무직공무원으로 보한다.

## 역대 군수 목록
| 대수     | 군수   | 임기                               | 비고    |
| -------- | ------ | ---------------------------------- | ------- |
| 초대     | 이상균 | 1944년 12월 ~ 1945년 10월          |         |
| 2대      | 신현호 | 1945년 10월 ~ 1946년 6월           |         |
| 3대      | 김종환 | 1946년 6월 ~ 1946년 9월            |         |
| 4대      | 유병채 | 1946년 9월 ~ 1947년 4월            |         |
| 5대      | 이정한 | 1947년 5월 ~ 1948년 4월            |         |
| 6대      | 이종하 | 1948년 4월 ~ 1948년 6월            |         |
| 7대      | 정인환 | 1948년 6월 ~ 1949년 9월            |         |
| 8대      | 신기훈 | 1949년 9월 ~ 1950년 5월            |         |
| 9대      | 이상문 | 1950년 5월 ~ 1952년 1월            |         |
| 10대     | 석인수 | 1952년 1월 ~ 1953년 8월            |         |
| 11대     | 김진국 | 1953년 8월 ~ 1953년 11월           |         |
| 12대     | 권중효 | 1953년 11월 ~ 1954년 1월           |         |
| 13대     | 이중삼 | 1954년 1월 ~ 1954년 10월           |         |
| 14대     | 강복연 | 1954년 10월 ~ 1955년 8월           |         |
| 15대     | 신명균 | 1955년 8월 ~ 1957년 1월            |         |
| 16대     | 이원진 | 1957년 1월 ~ 1957년 12월           |         |
| 17대     | 박재학 | 1957년 12월 ~ 1959년 8월           |         |
| 18대     | 태종학 | 1959년 8월 ~ 1960년 5월            |         |
| 19대     | 김영우 | 1960년 5월 ~ 1960년 11월           |         |
| 20대     | 성영화 | 1960년 11월 ~ 1962년 3월           |         |
| 21대     | 김형기 | 1962년 3월 ~ 1964년 4월            |         |
| 22대     | 박재복 | 1964년 4월 ~ 1967년 11월           |         |
| 23대     | 김명호 | 1967년 11월 ~ 1968년 4월           |         |
| 24대     | 김정록 | 1968년 5월 ~ 1968년 7월            |         |
| 25대     | 하만정 | 1968년 7월 ~ 1970년 3월            |         |
| 26대     | 백양현 | 1970년 3월 ~ 1971년 8월            |         |
| 27대     | 이만술 | 1971년 8월 ~ 1972년 1월            |         |
| 28대     | 이원도 | 1972년 1월 ~ 1973년 2월            |         |
| 29대     | 박영서 | 1973년 2월 ~ 1975년 9월            |         |
| 30대     | 신경균 | 1975년 9월 ~ 1976년 4월            |         |
| 31대     | 최형수 | 1976년 4월 ~ 1978년 8월            |         |
| 32대     | 김석종 | 1978년 8월 ~ 1980년 2월            |         |
| 33대     | 이충락 | 1980년 2월 ~ 1980년 7월            |         |
| 34대     | 이원식 | 1980년 7월 ~ 1981년 8월            |         |
| 35대     | 현태진 | 1981년 8월 ~ 1981년 12월           |         |
| 36대     | 박희삼 | 1981년 12월 ~ 1983년 4월           |         |
| 37대     | 박재찬 | 1983년 4월 ~ 1985년 3월            |         |
| 38대     | 백장현 | 1985년 3월 ~ 1988년 2월            |         |
| 39대     | 남봉우 | 1988년 2월 ~ 1988년 12월 31일      |         |
| 40대     | 신동길 | 1989년 1월 1일 ~ 1989년 12월       |         |
| 41대     | 이정동 | 1989년 12월 ~ 1991년 7월           |         |
| 42대     | 이남철 | 1991년 7월 ~ 1993년 3월            |         |
| 43대     | 백상현 | 1993년 3월 ~ 1994년 12월31일       |         |
| 44대     | 황성길 | 1995년 1월 1일 ~ 1995년 6월 30일   |         |
| 45대     | 김상순 | 1995년 7월 1일 ~ 1998년 6월 30일   | 민선1기 |
| 46대     | 김상순 | 1998년 7월 1일 ~ 2002년 6월 30일   | 민선2기 |
| 47대     | 김상순 | 2002년 7월 1일 ~ 2004년 10월 28일  | 민선3기 |
| 직무대리 | 이원동 | 2004년 10월 29일 ~ 2005년 3월 2일  | 민선3기 |
| 직무대리 | 황인동 | 2005년 3월 2일 ~ 2005년 5월 1일    | 민선3기 |
| 48대     | 이원동 | 2005년 5월 2일 ~ 2006년 6월 30일   | 민선3기 |
| 49대     | 이원동 | 2006년 7월 1일 ~ 2007년 7월 11일   | 민선4기 |
| 직무대리 | 김충섭 | 2007년 7월 12일 ~ 2007년 12월 19일 | 민선4기 |
| 50대     | 정한태 | 2007년 12월 20일 ~ 2008년 4월 22일 | 민선4기 |
| 직무대리 | 안성규 | 2008년 2월 20일 ~ 2008년 6월 4일   | 민선4기 |
| 51대     | 이중근 | 2008년 6월 5일 ~ 2010년 6월 30일   | 민선4기 |
| 52대     | 이중근 | 2010년 7월 1일 ~ 2014년 6월 30일   | 민선5기 |
| 53대     | 이승율 | 2014년 7월 1일 ~ 2022년 1월 2일    | 민선6기 |
| 직무대리 | 황영호 | 2022년 1월 3일 ~ 2022년 6월 30일   | [ 2 ]   |
| 55대     | 김하수 | 2022년 7월 1일 ~                   | 민선8기 |

## 같이 보기
- 청도군수 선거